# FOUR COLOR PROBLEM
『FOUR COLOR PROBLEM』（フォー・カラー・プロブレム）は、HUSKING BEEの3枚目のオリジナル・アルバムである。2000年10月4日発売。発売元はTOY'S FACTORY。

## 概要
- 平林一哉の加入日に発売されたアルバム。
- このアルバム発売から15年後の2015年11月18日にTSUTAYA O-WESTで「FOUR COLOR Re:PROBLEM」と題したライブ公演を開催した[1]。

## 収録曲
1. #4
2. A SMALL POTATO'S MIND
3. 欠けボタンの浜
4. D.W.S.
5. ALL AS I,AS I'M ALL
6. BY CHANCE
7. SKETCH
8. STILL IN THE SAME PLACE?
9. I'M A TREE
10. 海の原
11. THE SUN AND THE MOON
12. DAY BREAK

## 演奏
- マーク・トロンビーノ
  - Guitar (#1)
  - Keyboards (#3.5.10.12)
  - Programming (#6.12)
- Naoko Watanabe：Guitar (#1)
- ジム・アドキンス (ジミー・イート・ワールド)
  - Additional Vocals (#11)
  - Guitar (#12)
- Eric Gorfain, Roland Hartwell, Alwyn Wright (The Section)：Violin (#11)
- Richard Dodd (The Section)：Cello (#11)